# ليبديان

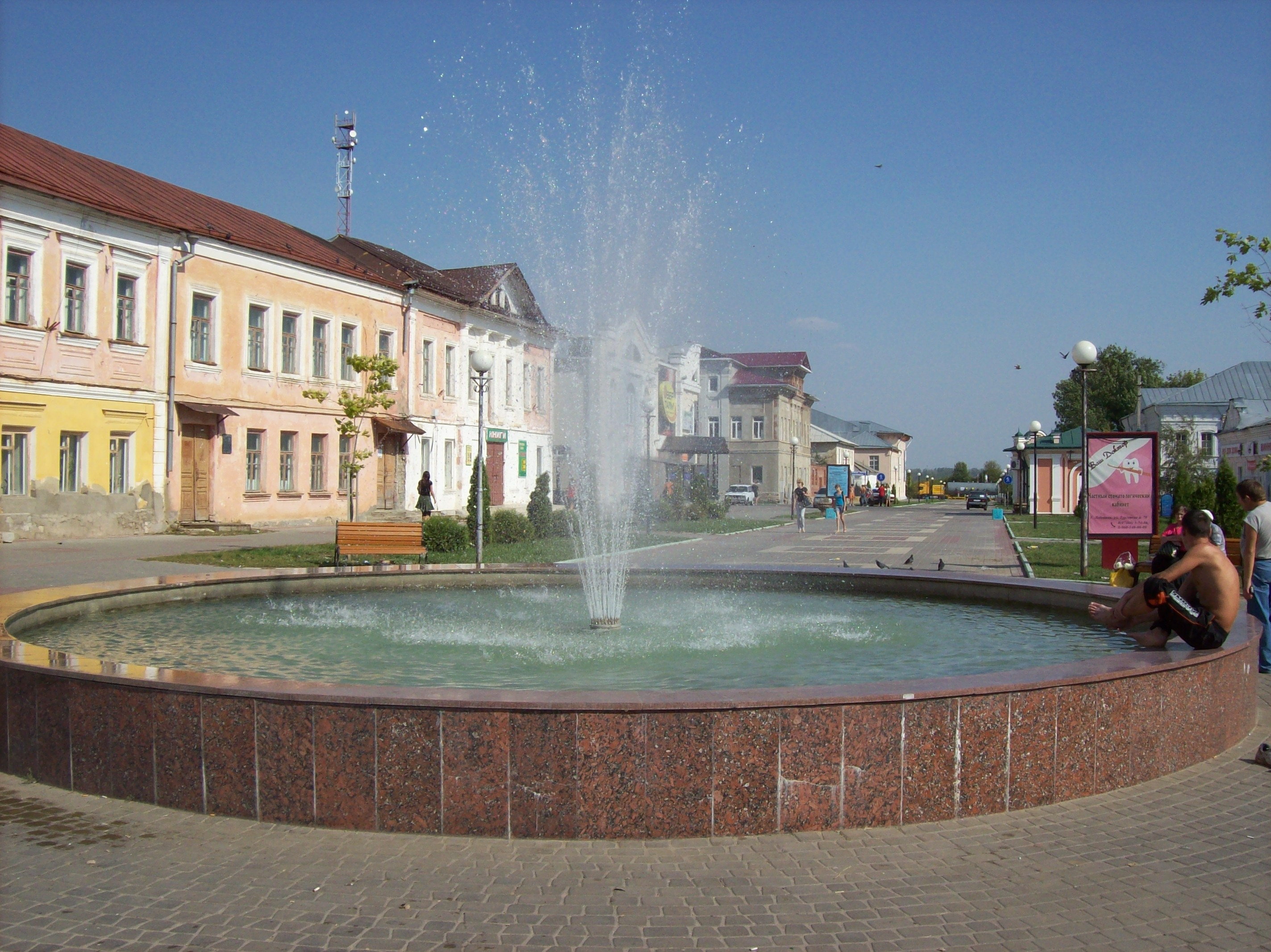

ليبديان (بالروسية: Лебедянь) هي إحدى مدن روسيا في الكيان الفدرالي الروسي ليبيتسك أوبلاست.

## أعلام
- يفغيني زامياتين